# ساختمان اداره آمار و ثبت احوال
ساختمان اداره آمار و ثبت احوال مربوط به دوره صفوی - دوره قاجار است و در اصفهان، خیابان استانداری واقع شده و این اثر در تاریخ ۱۷ آذر ۱۳۶۴ با شمارهٔ ثبت ۱۷۰۳ به‌عنوان یکی از آثار ملی ایران به ثبت رسیده‌است.